# Distrikt Santiago de Chocorvos
Der Distrikt Santiago de Chocorvos liegt in der Provinz Huaytará in der Region Huancavelica in Südzentral-Peru. Der Distrikt entstand in den Gründungsjahren der Republik Peru. Er besitzt eine Fläche von 1144 km². Beim Zensus 2017 wurden 1818 Einwohner gezählt. Im Jahr 1993 lag die Einwohnerzahl bei 3998, im Jahr 2007 bei 3359. Sitz der Distriktverwaltung ist die 3892 m hoch gelegene Ortschaft Santiago de Chocorvos mit 325 Einwohnern (Stand 2017). Santiago de Chocorvos liegt 26 km südsüdöstlich der Provinzhauptstadt Huaytará.

## Geographische Lage
Der Distrikt Santiago de Chocorvos liegt in der peruanischen Westkordillere südwestzentral in der Provinz Huaytará. Die Längsausdehnung in WSW-ONO-Richtung beträgt 74 km. Der Río Olaya und dessen linker Nebenfluss Río Tambo durchqueren den Osten des Distrikts in westlicher Richtung. Anschließend verläuft der Río Olaya entlang der nördlichen Distriktgrenze nach Westen, wo er sich mit dem Río Tambo zum Río Ica vereinigt. Letzterer setzt seinen Kurs nach Westen entlang der Distriktgrenze fort.
Der Distrikt Santiago de Chocorvos grenzt im Südwesten an die Distrikte Yauca del Rosario und San José de los Molinos (beide in der Provinz Ica), im Nordwesten an die Distrikte Huaytará, Ayaví, San Francisco de Sangayaico und Santo Domingo de Capillas, im Nordosten an den Distrikt Pilpichaca sowie im Südosten an die Distrikte Querco, Laramarca und San Isidro.

## Geschichte
Das Dorf wurde von den spanischen Eroberern in der zweiten Hälfte des 16. Jahrhunderts als „Santiago del Valle“ angelegt, die erste Kapelle ist für 1599 bezeugt. Nachdem Peru 1821 seine Unabhängigkeit erlangt hatte, wurden zahlreiche Ortsnamen „nationalisiert“.  Im Zuge dessen wurde Santiago del Valle 1825 in „Santiago de Chocorvos“ umbenannt. Die Chocorvos waren eine Gruppe der Chankas, eines Volkes, das der Expansion der Inka in der ersten Hälfte des 15. Jahrhunderts – letztlich vergeblich – Widerstand leistete.

## Ortschaften
Im Distrikt gibt es neben dem Hauptort folgende größere Ortschaften:
- Santa Ana de Andaymarca
- San Miguel de Curis